# Shane Duffy
Shane Patrick Michael Duffy (* 1. Januar 1992 in Derry, Nordirland) ist ein irischer Fußballnationalspieler, der seit 2014 für die Republik Irland spielt. Zuvor spielte er auch für mehrere nordirische Juniorenteams. Er steht seit 2023 bei Norwich City unter Vertrag.

## Vereinskarriere
Als Jugendlicher spielte Duffy in seiner Geburtsstadt Derry Gaelic Football bei Doire Colmcille CLG und Fußball für die Foyle Harps. Beim Victory Shield-Turnier für U-16-Mannschaften fiel er David Moyes, dem Trainer des FC Everton auf. Im November 2008 wechselte er zu Everton und spiele für die U-18-Mannschaft. Nach Einsätzen für die Reservemannschaft wurde er im Dezember 2009 in der Gruppenphase der UEFA Europa League 2009/10 gegen AEK Athen erstmals bei der Profimannschaft für den verletzten Sylvain Distin eingewechselt. Im nächsten Spiel gegen BATE Baryssau wurde er dann im heimischen Stadion über 90 Minuten eingesetzt. Everton verlor zwar mit 0:1, stand aber schon vorher als Gruppenzweiter fest und erreichte damit das Sechzehntelfinale. Dort gewannen sie das Heimspiel mit 2:1 gegen Sporting Lissabon, verloren aber das Rückspiel mit 0:3.  Für beide Spiele wurde er aber nicht berücksichtigt. In der Premier League Saison saß er lediglich 16-mal auf der Bank. Nachdem er in der Saison 2010/11 sechsmal bei Everton auf der Bank saß, wurde er im März 2011 an den Zweitligisten FC Burnley ausgeliehen, für den er aber nur zu einem Einsatz kam und fünfmal auf der Bank saß. Auch nach Rückkehr zum FC Everton saß er nur noch bei drei Spielen auf der Bank. Zur Saison 2011/12 wurde er dann an den Drittligisten Scunthorpe United ausgeliehen, bei dem er auf 18 Ligaeinsätze kam. Im Januar 2012 kehrte er nach Everton zurück und brachte es auf vier Erstligaspiele und sieben Banksitzungen. In der Saison 2012/13 saß er 24-mal auf der Bank, von der er nur einmal am 22. Dezember 2012 in der dritten Minute der Nachspielzeit gegen West Ham United eingewechselt wurde, nachdem Darron Gibson eine Minute zuvor die Rote Karte erhalten hatte.
Zur Saison 2013/14 wurde er an den Zweitligisten Yeovil Town verliehen, für den er es auf 37 Einsätze brachte. Nachdem der Verein als Tabellenletzter in die dritte Liga abgestiegen war, kehrte er zurück nach Everton, wurde aber an den Zweitligisten Blackburn Rovers abgegeben. Mit den Rovers belegte er in der ersten Saison den neunten und danach den 15. Platz. Im FA Cup 2014/15 scheiterten die Rovers im Viertelfinale, bei dem er aber nicht zum Einsatz kam, nach Wiederholungsspiel am FC Liverpool und ein Jahr später in der fünften Hauptrunde. Zur Saison 2016/17 wechselte Duffy zu Brighton & Hove Albion. Mit den Seagulls erreichte er die Vizemeisterschaft und den Aufstieg in die Premier League. Als 15. und 17. wurde zweimal der Wiederabstieg vermieden.
Am 2. September 2020 wurde Duffy für die Spielzeit 2020/21 an Celtic Glasgow nach Schottland verliehen. Für Celtic nahm er an der UEFA Europa League 2020/21 teil, wo sie in der Gruppenphase aber  nur den letzten Platz belegten. Duffy kam in zwei Qualifikations- und vier Gruppenspielen zum Einsatz. Zur Saison 2021/22 kehrte er zurück zu den Seagulls. Anfang August 2022 wurde der 30-Jährige für die gesamte Saison 2022/23 an den Premier-League-Aufsteiger FC Fulham verliehen.
Anfang Juli 2023 wechselte er nach 7 Jahren bei Brighton & Hove Albion in die EFL Championship zu Norwich City.

## Nationalmannschaft
Duffy durchlief die nordirischen Juniorenteams bis zur U-21 und spielte u. a. im September 2009 in der Qualifikation für die U-21-EM 2011. Im Alter von 17 Jahren wurde er zu einem A-Länderspiel der Nordiren gegen Italien eingeladen, kam aber nicht zum Einsatz.
2010 entschied er sich dann zukünftig für die Republik Irland zu spielen, wogegen die IFA, der nordirische Fußballverband vor dem CAS klagte. Im April wurde er von Giovanni Trapattoni zu einem Trainingslager eingeladen, kam aber zunächst noch zu keinem Einsatz, da er im Trainingslager eine schwere Verletzung erlitt. Im Oktober 2010 nahm er dann mit der irischen U-19 an der ersten Qualifikationsrunde der U-19-EM 2011 teil. Die Iren wurden Gruppenzweiter und qualifizierten sich damit für die zweite Qualifikationsrunde, an der er dann aber nicht teilnahm. 2011 und 2012 bestritt er sechs Spiele in der  Qualifikation für die U-21-EM 2013. Nach einer 0:1-Niederlage gegen die Türkei im vorletzten Spiel hatten die Iren aber keine Chance mehr sich zu qualifizieren. Im letzten Spiel, bei dem er aber nicht berücksichtigt wurde, konnten sie dann aber noch Gruppensieger Italien die einzige Niederlage beibringen.
Im Februar 2012 wurde er für den verletzten Richard Dunne für ein Freundschaftsspiel gegen Tschechien nachnominiert. Zum ersten Einsatz kam er dann allerdings erst mehr als zwei Jahre später am 7. Juni 2014 im Freundschaftsspiel gegen Costa Rica, für die Costa-Ricaner der letzte Test vor der WM 2014, für die Irland nicht qualifiziert war. Er stand dabei in der Startelf und spielte über 90 Minuten. Auf das nächste Spiel musste er dann aber 21 Monate warten, denn erst nach der geglückten EM-Qualifikation wurde er am 25. März beim 1:0 im Freundschaftsspiel gegen die Schweiz wieder für 90 Minuten eingesetzt und war „Man of the match“.
Am 12. Mai 2016 wurde er von Nationaltrainer Martin O’Neill in das vorläufige 35 Spieler umfassende Aufgebot für die EM berufen. Er wurde dann auch in den endgültigen Kader aufgenommen. Nach einer 0:3-Niederlage gegen Belgien bekam er seine erste Chance im entscheidenden dritten Gruppenspiel gegen Italien. Er spielte die ganze Partie, die das Team 1:0 gewann und sich damit die Achtelfinalteilnahme sicherte. Dort spielte er erneut von Beginn an. Nachdem Gegner Frankreich kurz zuvor das Spiel gedreht und in Führung gegangen war, wurde er in der 66. Minute wegen einer Notbremse vom Platz gestellt. Danach gelang Irland kein Tor mehr und schied aus.
In der nach der EM begonnenen Qualifikation für die WM 2018 gehörte er zur Stammelf, konnte zwar im ersten Spiel wegen der Roten Karte nicht eingesetzt werden, kam aber in acht von zehn Gruppenspielen zum Einsatz. Als Zweite hinter Serbien waren die Iren für die Play-offs der besten Gruppenzweiten qualifiziert. Hier trafen sie auf die Dänen. Nach einem torlosen Remis in Dänemark verloren sie das Heimspiel mit 1:5, wobei er das Tor für die Iren erzielte. In der UEFA Nations League 2018/19 kam er in den vier Spielen zum Einsatz, wobei sie zweimal torlos gegen Dänemark spielten und mit 0:1 und 1:4 gegen Wales verloren. In der Qualifikation für die Fußball-Europameisterschaft 2020 wurde er in allen acht Spielen eingesetzt, erzielte beim 1:1 in Dänemark ein Tor und führte die Iren im letzten Spiel erstmals als Kapitän aufs Feld. Am Ende reichte es nur zu Platz 3. Da sich die Gruppengegner in der Nations-League-Gruppe aber direkt für die EM-Endrunde qualifizierten, hatten die Iren noch die Chance sich über die Playoffs im März 2020 zu qualifizieren, was aber nicht gelang. In der Qualifikation für die WM 2022 hatte er sechs Einsätze und erzielte zwei Tore, belegte mit seiner Mannschaft aber hinter Serbien und Portugal wieder nur den dritten Platz, diesmal ohne die Chance sich über die Playoffs zu qualifizieren.